# 柳葉魚
柳葉鱼（正式名稱為長體油胡瓜魚）為產自日本北海道的深海魚，屬於胡瓜鱼目胡瓜鱼科油胡瓜魚屬。其鱼体延长，長約15公分，侧扁。眼大，鳞片细小。背鳍居中，脂鳍低长，臀鳍位于背鳍后下方。公的較母的大。
其於平成7年〔1995年〕7月被勇拂郡鵡川町定為地方象徵。

## 名稱及傳說
因其形似柳葉，阿伊努語稱柳葉鱼為susam，是由susu（柳）與ham（葉）合成。因此日文漢字稱此魚為柳葉魚。日文（シシャモ）音Shishamo成為英文名。
阿伊努人的傳說天神（雷神）的妹妹發現人間的饑荒，向天求助，柳葉為神放棄生命變成柳葉魚，供給人們食物。

## 經濟利用

### 人工繁殖
柳葉魚有迴游產卵習性。鵡川町每年兩晚進行網補，然後公母分開，進行人工繁殖。次年四五月放流魚苗，約須兩年長成，再度迴游產卵。

### 食用
- 碳烤：作下酒菜。
- 火鍋
- 壽司、刺身：只能用公魚為材料（因母魚體內大部分均為魚子），受限於時地，只有在產季於產地的餐館吃到。
- 曬成魚乾
- 油炸、搭配鹹酥雞或做便當配菜

## 近似物種
其雌鱼肚中多有鱼子，因此屬於多春魚的一種。但多春魚不一定是柳葉魚，比如挪威、冰島與加拿大盛產極相似的毛鱗魚，日文為樺太柳葉魚。柳葉魚是長體油胡瓜魚（Spirinchus lanceolatus），與毛鱗魚（Mallotus villosus）是兩種不同的魚。不同點在於毛鱗魚的魚鱗極小，沿側線數有170-220片，而柳葉魚只有61－63片。進口的毛鱗魚只有母魚，且多有卵，多春魚可能多數是毛鱗魚。真正的日本柳葉魚須要仔細辨認。